# Offella di Parona

Le tipiche Offelle di Parona prodotte dallo storico produttore locale Offelleria di Parona

Le offelle di Parona sono dei biscotti secchi di pasticceria italiana, tipici di Parona, comune della Lomellina in provincia di Pavia.
Il biscotto ha una forma ovale con le estremità appuntite.

## Storia[1][2]
Le Offelle di Parona furono inventate dalle sorelle Pasqualina e Linin Colli alla fine del XIX secolo, indovinando un impasto di ingredienti semplici e nutrienti composto da farina di grano tenero, burro, zucchero, uova, olio d'oliva e lievito.
Inizialmente le offelle erano considerate molto preziose e vendute a numero; il lancio commerciale avvenne nel 1969 in concomitanza alla prima edizione della sagra dedicata a tale biscotto e che da allora si ripete ogni anno durante la prima domenica di ottobre. Il prodotto è tutelato da un marchio di garanzia rilasciato dalla Pro Loco di Parona ai 3 produttori.
Nel corso degli anni sono state create numerose varianti alla ricetta originale, aggiungendo ad esempio del cioccolato o dello strutto d'oca.

## Le Sartirane
Sono una variante dell'Offella, a forma di rana, che viene prodotta in occasione della Sagra della Rana a Sartirana Lomellina.